# Porodin (Žabari)
Porodin (Žabari) (em cirílico: Породин) é uma vila da Sérvia localizada no município de Žabari, pertencente ao distrito de Braničevo, na região de Braničevo. A sua população era de 1757 habitantes segundo o censo de 2002.

## Demografia
| 1948  | 1953  | 1961  | 1971  | 1981  | 1991  | 2002  | 2011  |
| ----- | ----- | ----- | ----- | ----- | ----- | ----- | ----- |
| 4 199 | 4 213 | 4 121 | 4 006 | 3 730 | 3 454 | 2 036 | 1 757 |